# Гребенщикова Ніна Владиславівна
Ніна Владиславівна Гребенщикова (рос. Нина Владиславовна Гребенщикова; нар. 12 червня 1992, Улан-Уде, Росія) — російська футболістка, півзахисниця та захисниця.

## Життєпис
У дитинстві займалася дзюдо. Згодом перейшла у футбол, виступала на юнацькому та аматорському рівні за «Фенер» (Улан-Уде), «Рекорд» (Іркутськ) та резервний склад пермського клубу «Зірка-2005».
У 2013 році перейшла до клубу «Мордовочка» (Саранськ). Дебютний матч у вищій лізі Росії зіграла 10 серпня 2013 року проти «Зоркого», замінивши на 74-й хвилині Світлану Зангієву. Усього за два сезони зіграла 16 матчів у чемпіонаті Росії.
Після розформування «Мордовочки» деякий час грала за клуб «Волга» (Саратов), у тому числі у змаганнях з футзалу. Згодом грала у Москві на аматорському рівні, працювала приватним тренером з футболу.